# بلدة واوسو (ويسكونسن)
واوسو (بالإنجليزية: Wausau (town), Wisconsin)‏ هي بلدة تقع بولاية ويسكونسن في الولايات المتحدة. تبلغ مساحتها 83.5 (كم²)، وترتفع عن سطح البحر 429 م، بلغ عدد سكانها 2229 نسمة في عام 2010 حسب إحصاء مكتب تعداد الولايات المتحدة .

## وصلات خارجية
- www.townofwausau.com
- The US50 - Cities and Towns in Wisconsin State
- Wisconsin Cities and Towns, Facts, Map, Flag, Colleges, Government, and More